# Fiatach Finn
Fiatach Finn (fl. I secolo) è stato un leggendario re supremo irlandese del I secolo.
I Dál Fiatach dell'Ulster sarebbero stati suoi discendenti.
Prese il potere dopo la morte del predecessore Feradach Finnfechtnach. Regnò per tre anni, fino alla morte avvenuta per mano di Fiacha Finnfolaidh.

## Fonti
- Seathrún Céitinn, Foras Feasa ar Éirinn 1.38
- Annali dei Quattro Maestri M36-39